# 兵庫県立武庫高等学校
兵庫県立武庫高等学校（ひょうごけんりつ むここうとうがっこう）は2004年に閉校した定時制の高等学校。兵庫県立芦屋高等学校と校舎を共用していた。
新設の多部制単位制高等学校である兵庫県立西宮香風高等学校（旧西宮市立西宮西高等学校）に集約代替する形で閉校となった。 

## 設置学科
- 定時制課程
  - 普通科

## 所在地
- 〒659-0063 兵庫県芦屋市宮川町6-3